# Governatore di New York

Stendardo del Governatore

Il Governatore di New York (in inglese: Governor of New York) è il capo del governo e delle forze armate dello Stato di New York. Originariamente il governatore veniva eletto con un mandato di due anni, diventati tre nel 1877 e infine quattro nel 1938. Lo sostituisce il vicegovernatore di New York.
Fino a oggi, quattro governatori di New York sono diventati Presidenti degli Stati Uniti: Martin Van Buren, governatore per tre mesi nel 1829 e presidente dal 1837 al 1841; Grover Cleveland, governatore dal 1883 al 1885 e presidente dal 1885 al 1889 prima e dal 1893 al 1897 poi; Theodore Roosevelt, governatore dal 1889 al 1900 e presidente dal 1901 al 1909; Franklin Delano Roosevelt governatore dal 1929 al 1932 e presidente dal 1933 al 1945. 
L'attuale governatrice è Kathy Hochul, prima donna a ricoprire il ruolo di governatore di New York. È entrata in carica il 24 agosto 2021 in seguito alle dimissioni di Andrew Cuomo, di cui era vice dal 2015.

## Elenco
| #  | Foto | Nome                    | Mandato          | Mandato          | Partito                  | Contea di provenienza |
| #  | Foto | Nome                    | Inizio           | Termine          | Partito                  | Contea di provenienza |
| -- | ---- | ----------------------- | ---------------- | ---------------- | ------------------------ | --------------------- |
| 1  |      | George Clinton          | 30 luglio 1777   | 30 giugno 1795   | Democratico-Repubblicano | Ulster                |
| 2  |      | John Jay                | 1º luglio 1795   | 30 giugno 1801   | Federalista              | Westchester           |
| 1  |      | George Clinton          | 1º luglio 1801   | 30 giugno 1804   | Democratico-Repubblicano | Ulster                |
| 3  |      | Morgan Lewis            | 1º luglio 1804   | 30 giugno 1807   | Democratico-Repubblicano | New York              |
| 4  |      | Daniel D. Tompkins      | 1º luglio 1807   | 24 febbraio 1817 | Democratico-Repubblicano | Richmond              |
| 5  |      | John Tayler             | 24 febbraio 1817 | 30 giugno 1817   | Democratico-Repubblicano | Albany                |
| 6  |      | DeWitt Clinton          | 1º luglio 1817   | 31 dicembre 1822 | Democratico-Repubblicano | New York              |
| 7  |      | Joseph C. Yates         | 1º gennaio 1823  | 31 dicembre 1824 | Democratico-Repubblicano | Schenectady           |
| 6  |      | DeWitt Clinton          | 1º gennaio 1825  | 11 febbraio 1828 | Repubblicano-Clintoniano | New York              |
| 8  |      | Nathaniel Pitcher       | 11 febbraio 1828 | 31 dicembre 1828 | Democratico-Repubblicano | Washington            |
| 9  |      | Martin Van Buren        | 1º gennaio 1829  | 5 marzo 1829     | Jacksoniano Democratico  | Columbia              |
| 10 |      | Enos T. Throop          | 5 marzo 1829     | 31 dicembre 1832 | Jacksoniano Democratico  | Cayuga                |
| 11 |      | William L. Marcy        | 1º gennaio 1833  | 31 dicembre 1838 | Democratico              |                       |
| 12 |      | William H. Seward       | 1º gennaio 1839  | 31 dicembre 1842 | Whig                     |                       |
| 13 |      | William C. Bouck        | 1º gennaio 1843  | 31 dicembre 1844 | Democratico              |                       |
| 14 |      | Silas Wright            | 1º gennaio 1845  | 31 dicembre 1846 | Democratico              |                       |
| 15 |      | John Young              | 1º gennaio 1847  | 31 dicembre 1848 | Whig                     |                       |
| 16 |      | Hamilton Fish           | 1º gennaio 1849  | 31 dicembre 1850 | Whig                     |                       |
| 17 |      | Washington Hunt         | 1º gennaio 1851  | 31 dicembre 1852 | Whig                     |                       |
| 18 |      | Horatio Seymour         | 1º gennaio 1853  | 31 dicembre 1854 | Democratico              |                       |
| 19 |      | Myron H. Clark          | 1º gennaio 1855  | 31 dicembre 1856 | Whig                     |                       |
| 20 |      | John Alsop King         | 1º gennaio 1857  | 31 dicembre 1858 | Repubblicano             |                       |
| 21 |      | Edwin D. Morgan         | 1º gennaio 1859  | 31 dicembre 1862 | Repubblicano             |                       |
| 18 |      | Horatio Seymour         | 1º gennaio 1863  | 31 dicembre 1864 | Democratico              |                       |
| 22 |      | Reuben Fenton           | 1º gennaio 1865  | 31 dicembre 1868 | Unionista                |                       |
| 23 |      | John Thompson Hoffman   | 1º gennaio 1869  | 31 dicembre 1872 | Democratico              |                       |
| 24 |      | John Adams Dix          | 1º gennaio 1873  | 31 dicembre 1874 | Repubblicano             |                       |
| 25 |      | Samuel J. Tilden        | 1º gennaio 1875  | 31 dicembre 1876 | Democratico              |                       |
| 26 |      | Lucius Robinson         | 1º gennaio 1877  | 31 dicembre 1879 | Democratico              |                       |
| 27 |      | Alonzo B. Cornell       | 1º gennaio 1880  | 31 dicembre 1882 | Repubblicano             |                       |
| 28 |      | Grover Cleveland        | 1º gennaio 1883  | 6 gennaio 1885   | Democratico              |                       |
| 29 |      | David B. Hill           | 6 gennaio 1885   | 31 dicembre 1891 | Democratico              |                       |
| 30 |      | Roswell P. Flower       | 1º gennaio 1892  | 31 dicembre 1894 | Democratico              |                       |
| 31 |      | Levi P. Morton          | 1º gennaio 1895  | 31 dicembre 1896 | Repubblicano             |                       |
| 32 |      | Frank S. Black          | 1º gennaio 1897  | 31 dicembre 1898 | Repubblicano             |                       |
| 33 |      | Theodore Roosevelt      | 1º gennaio 1899  | 31 dicembre 1900 | Repubblicano             |                       |
| 34 |      | Benjamin Odell          | 1º gennaio 1901  | 31 dicembre 1904 | Repubblicano             |                       |
| 35 |      | Frank W. Higgins        | 1º gennaio 1905  | 31 dicembre 1906 | Repubblicano             |                       |
| 36 |      | Charles Evans Hughes    | 1º gennaio 1907  | 6 ottobre 1910   | Repubblicano             |                       |
| 37 |      | Horace White            | 6 ottobre 1910   | 31 dicembre 1910 | Repubblicano             |                       |
| 38 |      | John Alden Dix          | 1º gennaio 1911  | 31 dicembre 1912 | Democratico              |                       |
| 39 |      | William Sulzer          | 1º gennaio 1913  | 17 ottobre 1913  | Democratico              |                       |
| 40 |      | Martin H. Glynn         | 17 ottobre 1913  | 31 dicembre 1914 | Democratico              |                       |
| 41 |      | Charles Seymour Whitman | 1º gennaio 1915  | 31 dicembre 1918 | Repubblicano             |                       |
| 42 |      | Al Smith                | 1º gennaio 1919  | 31 dicembre 1920 | Democratico              |                       |
| 43 |      | Nathan Lewis Miller     | 1º gennaio 1921  | 31 dicembre 1922 | Repubblicano             |                       |
| 42 |      | Al Smith                | 1º gennaio 1923  | 31 dicembre 1928 | Democratico              |                       |
| 44 |      | Franklin D. Roosevelt   | 1º gennaio 1929  | 31 dicembre 1932 | Democratico              |                       |
| 45 |      | Herbert H. Lehman       | 1º gennaio 1933  | 3 dicembre 1942  | Democratico              |                       |
| 46 |      | Charles Poletti         | 3 dicembre 1942  | 31 dicembre 1942 | Democratico              |                       |
| 47 |      | Thomas Dewey            | 1º gennaio 1943  | 31 dicembre 1954 | Repubblicano             |                       |
| 48 |      | W. Averell Harriman     | 1º gennaio 1955  | 31 dicembre 1958 | Democratico              |                       |
| 49 |      | Nelson Rockefeller      | 1º gennaio 1959  | 18 dicembre 1973 | Repubblicano             |                       |
| 50 |      | Malcolm Wilson          | 18 dicembre 1973 | 31 dicembre 1974 | Repubblicano             |                       |
| 51 |      | Hugh Carey              | 1º gennaio 1975  | 31 dicembre 1982 | Democratico              |                       |
| 52 |      | Mario Cuomo             | 1º gennaio 1983  | 31 dicembre 1994 | Democratico              |                       |
| 53 |      | George Pataki           | 1º gennaio 1995  | 31 dicembre 2006 | Repubblicano             |                       |
| 54 |      | Eliot Spitzer           | 1º gennaio 2007  | 17 marzo 2008    | Democratico              |                       |
| 55 |      | David Paterson          | 17 marzo 2008    | 31 dicembre 2010 | Democratico              |                       |
| 56 |      | Andrew Cuomo            | 1º gennaio 2011  | 24 agosto 2021   | Democratico              |                       |
| 57 |      | Kathy Hochul            | 24 agosto 2021   | in carica        | Democratico              | Erie                  |

## Altre cariche elevate tenute dai governatori
| Governatore            | Periodo              | Congresso | Congresso | Altri incarichi | Note   |
| Governatore            | Periodo              | Camera    | Senato    | Altri incarichi | Note   |
| ---------------------- | -------------------- | --------- | --------- | --- | ------ |
| George Clinton         | 1777–1795 1801–1804  |           |           | Delegato al Congresso continentale Vice Presidente degli Stati Uniti                                                                                               | [ 2 ]  |
| John Jay               | 1795–1801            |           |           | Presidente del Congresso Continentale Segretario per gli Affari Esteri degli Stati Uniti Ambasciatore degli Stati Uniti in Spagna Presidente della Corte suprema † | [ 3 ]  |
| Daniel D. Tompkins     | 1807–1817            | H         |           | Vice Presidente degli Stati Uniti* | [ 4 ]  |
| DeWitt Clinton         | 1817–1823, 1825–1828 |           | S         | | [ 5 ]  |
| Nathaniel Pitcher      | 1828                 | H         |           | | [ 6 ]  |
| Martin Van Buren       | 1829                 |           | S†        | Segretario di Stato * Ambasciatore degli Stati Uniti nel Regno Unito Vice Presidente degli Stati Uniti Presidente degli Stati Uniti d'America                      | [ 7 ]  |
| Enos T. Throop         | 1829–1832            | H         |           | | [ 8 ]  |
| William L. Marcy       | 1833–1838            |           | S†        | Segretario alla Guerra Segretario di Stato | [ 9 ]  |
| William H. Seward      | 1839–1842            |           | S         | Segretario di Stato | [ 10 ] |
| Silas Wright           | 1845–1846            | H         | S†        | | [ 11 ] |
| John Young             | 1847–1848            | H         |           | | [ 12 ] |
| Hamilton Fish          | 1849–1850            | H         | S         | Segretario di Stato | [ 13 ] |
| Washington Hunt        | 1851–1852            | H         |           | | [ 14 ] |
| John Alsop King        | 1857–1858            | H         |           | | [ 15 ] |
| Edwin D. Morgan        | 1859–1862            |           | S         | | [ 16 ] |
| Reuben Fenton          | 1865–1868            | H†        | S         | | [ 17 ] |
| John Adams Dix         | 1873–1874            |           | S         | Ambasciatore degli Stati Uniti d'America in Francia Segretario al tesoro                                                                                           | [ 18 ] |
| Grover Cleveland       | 1883–1885            |           |           | Presidente degli Stati Uniti d'America* | [ 19 ] |
| David B. Hill          | 1885–1891            |           | S         | | [ 20 ] |
| Roswell P. Flower      | 1892–1893            | H         |           | | [ 21 ] |
| Levi P. Morton         | 1895–1896            | H         |           | Ambasciatore degli Stati Uniti d'America in Francia Vice Presidente degli Stati Uniti                                                                              | [ 22 ] |
| Frank S. Black         | 1897–1898            | H†        |           | | [ 23 ] |
| Theodore Roosevelt     | 1899–1900            |           |           | Vice Presidente degli Stati Uniti Presidente degli Stati Uniti d'America                                                                                           | [ 24 ] |
| Benjamin B. Odell, Jr. | 1901–1904            | H         |           | | [ 25 ] |
| Charles Evans Hughes   | 1907–1910            |           |           | Segretario di Stato Giudice Associato della Corte suprema degli Stati Uniti d'America* Presidente della Corte suprema degli Stati Uniti d'America.                 | [ 26 ] |
| William Sulzer         | 1913                 | H†        |           | | [ 27 ] |
| Martin H. Glynn        | 1913–1914            | H         |           | | [ 28 ] |
| Franklin D. Roosevelt  | 1929–1932            |           |           | Presidente degli Stati Uniti d'America | [ 29 ] |
| Herbert H. Lehman      | 1933–1942            |           | S         | | [ 30 ] |
| W. Averell Harriman    | 1955–1958            |           |           | Segretario al Commercio Ambasciatore degli Stati Uniti nel Regno Unito Ambasciatore in Russia                                                                      | [ 31 ] |
| Nelson Rockefeller     | 1959–1973            |           |           | Vice Presidente degli Stati Uniti | [ 32 ] |
| Hugh Carey             | 1975–1982            | H†        |           | | [ 33 ] |
| Andrew Cuomo           | 2011–2021            |           |           | Segretario della Casa e dello Sviluppo Urbano | [ 34 ] |
| Kathy Hochul           | 2021–                | H         |           | | [ 35 ] |